# Roberto H. Todd
Roberto H. Todd Wells (Santo Tomás, Islas Vírgenes, 13 de octubre de 1862 – San Juan de Puerto Rico, 17 de septiembre de 1955) fue cofundador del Partido Republicano de Puerto Rico.
Ocupó los puestos de delegado a la Cámara (1900) y alcalde de San Juan de 1903 a 1923. Fue también escritor y colaborador de periódicos y revistas como El Mundo, Puerto Rico Ilustrado y El Tiempo, entre otros.